# Мартін Желіна
Мартін Желіна (англ. Martin Gélinas; народився 5 червня 1970 у м. Шавінігані, Квебек, Канада) — канадський хокеїст, лівий нападник. 
Виступав за «Галл Олімпікс» (QMJHL), «Едмонтон Ойлерс», «Квебек Нордікс», «Ванкувер Канакс», «Кароліна Гаррікейнс», «Калгарі Флеймс», ХК «Лугано», «Флорида Пантерс», «Нашвілл Предаторс», СК «Берн».
У складі національної збірної Канади учасник чемпіонату світу 1998. У складі молодіжної збірної Канади учасник чемпіонату світу 1989.
Володар Кубка Стенлі (1990).